# Savages (band)
Savages is een postpunkrevivalband uit Londen. De naam werd verzonnen door gitarist Thompson, die het al een jaar met zangeres Beth over het starten van een band had gehad.
In november 2016 stelt de band een eigen programma samen op Le Guess Who? in Utrecht, als onderdeel van het tienjarig jubileum van het festival.

## Bezetting
- Jehnny Beth, zang, echte naam Camille Berthomier, was eerder bij het indie-rockduo John & Jehn.
- Gemma Thompson, gitaar
- Ayse Hassan, basgitaar
- Fay Milton, slagwerk

## Discografie

### Albums
| Album met eventuele hitnotering(en) in de Nederlandse Album Top 100 | Datum van verschijnen | Datum van binnenkomst | Hoogste positie | Aantal weken | Opmerkingen |
| ------------------------------------------------------------------- | --------------------- | --------------------- | --------------- | ------------ | ----------- |
| Silence yourself                                                    | 06-05-2013            | 11-05-2013            | 75              | 1            |             |
| Adore life                                                          | 22-01-2016            | 30-01-2016            | 39              | 2            |             |

| Album met hitnotering(en) in de Vlaamse Ultratop 200 albums | Datum van verschijnen | Datum van binnenkomst | Hoogste positie | Aantal weken | Opmerkingen |
| ----------------------------------------------------------- | --------------------- | --------------------- | --------------- | ------------ | ----------- |
| Silence yourself                                            | 2013                  | 11-05-2013            | 64              | 15           |             |
| Adore life                                                  | 2016                  | 23-01-2016            | 34              | 16           |             |